# يوجين كارول
يوجين كارول (بالإنجليزية: Eugene Carroll)‏ هو ضابط أمريكي، ولد في 2 ديسمبر 1923، وتوفي في 19 فبراير 2003.